# لوريك تسانا
لوريك سانا (بالإنجليزية: Lorik Cana) هو لاعب كرة قدم ألباني سابقا، من مواليد 27 يوليو June)1983) ببريشتينا زمن الجمهورية اليوغوسلافية (عاصمة كوسوفو حاليا)، كان يشغل مركز مدافع محوري ووسط ميدان دفاعي. لعب لأندية باريس سان جيرمان، وأولمبيك مارسيليا، وسندرلاند، ونيوكاسل يونايتد، وغلطة سراي، ولاتسيو، ونانت، ومثل منتخب ألبانيا كقائد للفريق في بطولة أمم أوروبا 2016. فاز بـكأس فرنسا موسم 2003-04 مع نادي باريس سان جرمان، وبكأس إيطاليا موسم 2012-13 مع نادي لاتسيو، وتحصل على جائزة أفضل لاعب كرة قدم ألباني مرتين سنتي 2003 و2009.

## الحياة المهنية
كان قائدا لمنتخب بلاده ألبانيا، واشتهر في أرض الملعب كلاعب قوي وعنيف وقيادي عندما كان يلعب في باريس سان جيرمان ومارسيليا.
- باريس سان جيرمان 2002-2005

تمت دعوة لوريك تسانا من جانب أرسنال الإنجليزي في السادسة عشر من عمره لاختباره ولكنه فشل في الحصول على تأشيرة للدخول لإنجلترا.
في باريس سان جيرمان، تسانا أمضى ثلاثة سنين في الفئات السنية للنادي الفرنسي، ووصل نهائيا إلى الفريق الأول في 2003 وسرعان ما أصبح واحدا من أهم اللاعبين هناك.
في موسـم 2003-2004، لعب 38 مباراة مع باريس سان جيرمان، وفي نهاية الموسم النادي توج بكأس فرنسا وحل في المرتبة الثانية في الدوري الفرنسي الدرجة الأولى لكي يصبح واحدا من أنجح المواسم في مسيرة اللاعب.
وفي الموسم التالي في 2004-2005 الأمر نفسه تكرر مجددا حيث لعب تسانا 32 مباراة مع نادي العاصمة وسجل هدفا واحدا فقط.
- مرسيليا 2005-2009

فـي بـدايـة موسـم 2005-2006 شهـد تغييـرا فـي الطاقـم التـدريبـي لنـادي العاصمـة باريس سان جـيرمـان، وسـانـا أصبـح خـارج مخطـطـات المـدرب الجـديـد، وهـذا مـا جعـل سـانـا ينتقـل الـى جنـوب فـرنســا لكــي ينضــم إلى صفـوف أنجـح الأندية الفـرنسيـة تاريخيا مـارسيليـا.
عنـد انضمـامـه الـى مـارسيليـا، سانا ثبـت نفســه فـي التشكيلــة الأســاسيـة للنـادي وسجـل هـدف الفـوز للفريـق فـي أول مبـاراة بيـن نـاديه الجـديـد أولمبيك مـارسليـا ونـاديـه السـابـق بـاريس سان جيـرمـان.
سـانـا أيضا أصبـح كـابتـن النـادي بعـد رحيـل الكـابتـن السـابـق حبيـب بييـي الـى صفـوف نـادي نيـوكاسـل يـونايتـد الإنجليزي فـي صيـف 2007.
- سندرلاند 2009-2010

فــي (24 / 7 / 2009) سـانـا انتقـل الـى صفـوف سانـدرلانـد الإنجليزي بعقـد يمتـد لأربعـة سنيـن مقـابـل مبلـغ 5 ملاييـن يـورو، وسـرعـان مـا حصـل علـى شـارة القيـادة مـن مـدرب النـادي ستيـف بـروس.
سـانـا ابتـدأ مـوسمـه مـع ساندرلانـد فــي البـريميـر ليـغ فــي مـواجـهة نـادي بـولتـون وانـدرز وسـاهـم بشكـل كبيـر فـي تحقيـق الفــوز بهـدف مقـابـل لا شـيء، وأيضا كـان رجــل المبـاراة امـام تشيلســي وبـلاكبيــرن روفــرز لكـي يصبــح المفضــل لــدى جمـاهيــر سانـدرلانــد..
لـوريـك ظهـر بشكـل منتظــم فــي وسـط ميـدان سنـدرلانـد وشــارك في 30 مبـاراة خــلال الموســم.
- الآن في غلطة سراي التركي 2010

سـانـا انتقــل الـى غلطـة سـراي فــي (08 / 7 / 2010) مقابـل مبلـغ 5 مـلاييــن يـورو وسيرتـدي فـانيلـة رقــم 19 فـي النــادي.
- المنتخـب الألبـانـي

سـانـا كـان مسمـوحـا لـه الاختيــار واللعـب فــي المنتخــب الفـرنســي أو السـويسـري أو الألبـانـي لأنـه كـان يحـمـل الجــواز السفــر للبلـدان الثلاثـة.
سـانــا اختــار المنتخـب الألبـانـي بعدمـا تلقـى دعـوة مـن الاتحـاد الألبـاني لكـرة القـدم فـي مطلـع 2003، سـانـا قبـل الـدعــوة واستهــل مشــواره مـع المنتخـب الألبـانـي فــي (11 / 7 / 2003) فــي التـاسعــة عشــر مـن عمــره.
فـي (12 / 9 / 2007) سـانــا تلقـى بطـاقـة حمـراء مـن جـانـب الحكـم مـايـك رايلــي عنـد استضـافة منتخـب بـلاده ألبـانيـا للمنتخــب الهـولنـدي بسبــب شجاره مـع ويسـلــي شنـايـدر وفـان نستلـروي، ومنتخـب بـلاده تلقـى هـدفــا فـي الدقـائـق الأخيـرة مـن اللقـاء لكـي يخسـر بهـدف نظيـف بسـبب النقـص العـددي.
شارك تسانا مع منتخب ألبانيا في يورو 2016 و تعرض للطرد في أول مباراة في البطولة ضد سويسرا.

## الحياة الشخصية
لوريك هو ابن اللاعب المعتزل آجيم سانا وهو سفير الأمم المتحدة لمكافحة الفقر، في مقابلة له سانا أشار إلى ان علم الآثار واحد من أكبر اهتماماته وهو أيضا يعتزم العمل في مجال الدراسات الألبانية بعد نهاية مسيرته الكروية بعد حصوله على الشهادة الجامعية في التاريخ.

## مسيرته الكروية
لعب لوريك تسانا خلال مسيرته الاحترافية مع 7 أندية في ثمانية عشر موسمًا وسجل خلالها 15 هدفًا ضمن 388 مباراة. حيث فاز في ثلاثة مواسم بالكأس ولم يفز بأي دوري.
خاض لوريك تسانا مسيرته مع نادي أكاديمية باريس سان جيرمان في موسم 2000–01 واستمر معه طيلة ثلاثة مواسم، مشاركًا في 39 مباراة سجل خلالها هدفين. ثم انتقل إلى نادي باريس سان جيرمان في موسم 2002–03 ليلعب معه أربعة مواسم، حيث شارك في 69 مباراة سجل خلالها هدفين أيضًا. لينتقل بعدها إلى نادي أولمبيك مارسيليا في موسم 2005–06 ليلعب معه أربعة مواسم، مشاركًا في 122 مباراة سجل خلالها 6 أهداف. ثم انتقل إلى نادي سندرلاند في موسم 2009–10 لمدة موسم واحد، مشاركًا في 31 مباراة ولم يسجل أي هدف. هذا وانتقل لاحقًا إلى نادي غلطة سراي في موسم 2010–11 لمدة موسم واحد، مشاركًا في 24 مباراة سجل خلالها هدفًا واحدًا. ثم انتقل بعدها إلى نادي لاتسيو في موسم 2011–12 ليلعب معه أربعة مواسم، مشاركًا في 82 مباراة سجل خلالها 4 أهداف. ليعود وينتقل من جديد، لكن هذه المرة إلى نادي نانت في موسم 2015–16 لمدة موسم واحد، مشاركًا في 21 مباراة ولم يسجل أي هدف.

## روابط خارجية
- لوريك تسانا على موقع الاتحاد الدولي (مؤرشف)  (الإنجليزية)
- لوريك تسانا على موقع الاتحاد الأوربي (الإنجليزية)
- لوريك تسانا على موقع اتحاد تركيا (لاعب) (الإنجليزية)
- لوريك تسانا على موقع رابطة كرة القدم الفرنسية للمحترفين (الإنجليزية)
- لوريك تسانا على موقع قاعدة بيانات كرة القدم.إي يو (الإنجليزية)
- لوريك تسانا على موقع ليكيب (الفرنسية)
- لوريك تسانا على موقع ناشيونال فوتبول تيمز (الإنجليزية)
- لوريك تسانا على موقع Soccerbase.com (لاعب) (الإنجليزية)
- لوريك تسانا على موقع Soccerway.com (الإنجليزية)
- لوريك تسانا على موقع عالم كرة القدم.نت (الإنجليزية)